# Nuestra Señora de Laus
Nuestra Señora de Laus (en francés : Notre-Dame du Laus) o Refugio de los pecadores es una de las advocaciones marianas, venerada por la Iglesia católica y desde que las apariciones marianas tuvieron lugar entre los años de 1664 y 1718 en Saint-Étienne-le-Laus en Francia, a Benoite Rencurel, una joven pastora. Estas apariciones marianas fueron aprobados por la Santa Sede el 5 de mayo de 2008. El Papa Pío IX concedió una Coronación Canónica a su imagen de mármol el 23 de mayo de 1855.

## Historia
Según el relato, en lo alto de Saint-Étienne-le-Laus, en Francia, la Virgen María se le apareció a una pastora de 17 años llamada Benita Rencurel  en mayo del año 1664. Esta joven era perteneciente entonces a la diócesis de Embrun, habitaba con su familia en la aldea de los (Altos Alpes). Durante varios meses la aldeana de Embrun Benita hacia pastorear a su rebaño cerca del lugar en donde por última vez vio a «Bella Señora». Esta le reveló: «Soy la Señora María, la Madre de Jesús» y la preparó a convertirse en testigo de la gracia de la conversión. Gracias a este suceso se conoce a la  advocación de María como Nuestra Señora de Laus.
El 4 de mayo, monseñor Jean-Michel di Falco Léandri, obispo de la diócesis de Gap y de Embrun, Francia, reconoció oficialmente el carácter sobrenatural de las apariciones de la Virgen a Benoîte Rencurel, en el Santuario de Laus, en los Altos Alpes La proclamación del reconocimiento oficial de las apariciones de la Virgen tuvo lugar en una misa presidida por monseñor di Falco Léandri, que ha firmado el decreto de reconocimiento.
Durante la Misa, Mons. di Falco recordó que éstas son las primeras apariciones marianas reconocidas oficialmente en el siglo XXI por el Vaticano y la Iglesia de Francia, en los Altos Alpes. Es la primera vez que un acontecimiento tan singular ocurre desde la aprobación de las apariciones de Lourdes en 1862.

## La Aparición
Nuestra Señora de Laus tiene en total, según el relato de la pastora de ovejas varias apariciones por más de 54 años. La Virgen le pide a Benita Rencurel que amoneste a las mujeres y a las muchachas de vida escandalosa, especialmente las que cometen aborto, a los ricos injustos o perversos, a los sacerdotes y religiosos infieles a sus compromisos sagrados.
Entre los años de 1669 y 1679, Benita es bendecida con  cerca de cinco apariciones de Cristo, que se le revela en un estado de sufrimiento. Un viernes de julio de 1673, Jesús ensangrentado, le dice: "Hija mía, me muestro en este estado para que participes de los dolores de mi Pasión".
Después de más de dos décadas de sufrimientos y constantes apariciones de la Virgen, Benita recibe el la Comunión el día de Navidad de 1718 y tres días más tarde se confiesa y recibe la Unción. Hacia las ocho de la noche, Benita se despide de los que la rodean y, luego, tras besar un crucifijo y con la vista mirando al cielo, fallece en paz.
En tiempos modernos se registró la visita de Nuestra Señora de Laus a una humilde familia en las montañas de San Rafael de Heredia, un pequeño pueblo en Costa Rica, donde cuidaba el sueño de un niño varón de tan solo nueve meses y que fue recogido el testimonio por los medios locales.

## Veneración
Algunos de los santos que han tenido una devoción particular a Nuestra Señora de Laus incluyen a  Eugenio de Mazenod, fundador de los Oblatos de María Inmaculada  y San Pedro Julián Eymard, fundador de los Padres y Siervos del Santísimo Sacramento. Cuando San Pedro Julián tenía once años hizo una peregrinación de sesenta kilómetros a pie para rezar durante nueve días en el santuario mientras se preparaba para su Primera Comunión. Más tarde escribió: "Ahí es donde conocí y amé a María por primera vez".
El 5 de mayo de 2008, el obispo Jean-Michel de Falco Leandri, obispo de Gap, anunció el reconocimiento por parte de la Santa Sede de las apariciones como Nuestra Señora de Laus, Refugio de los Pecadores. 

## Patronazgo
Nuestra Señora de Laus tiene patronazgo por  Orden de Predicadores, de Colombia, Guatemala, Ecuador y de la Unidad Militar de Emergencias (UME) de España,  Saint-Étienne-le-Laus.